# 태창 (기업)
태창(泰昌)은 대한민국에 본사를 둔 내의류 제조 및 수출, 여성 수입의류 판매, 생수 제조 등을 주요사업으로 한 기업이다. (주)태창(泰昌)은 이랜드그룹을 대표하는 기업이다.

## 소개
(주)태창(泰昌)의 실질적인 창업은 1957년 5월 전북 익산시 인화동에 소규모 내의공장을 차리면서 비롯됐다. 당시 창업주 故 이삼노(李三老) 전 회장이 편직기 5대를 갖춰 태창메리야스공업사라는 가내 수공업에 착수하면서 시작되었다.
그러나 70년대 들어 오일쇼크 등으로 수출길이 막히면서 기업의 존립기반이 흔들리기 시작했다. 이때 이기전(李基田) 회장이 쌍방울에 재직하다가 1973년 2월 14일 오일쇼크 파동에서 태창의 경영이 흔들리자 뛰어들어 위기극복을 위해 태창메리야스공업사와 금성메리야스공업사를 합병해 태창섬유(泰昌纖維) 주식회사로 법인설립하여 제2의 창업을 하면서 시작되었다. 그래서 (주)태창의 창업주는 이기전 회장이다.

## 연혁
- 1973년 11월 6일 서울무역사무소 개설하고,
- 1977년 9월 28일 서울영업소와 부산영업소를 개설하였다.
- 1981년 1월 28일 대통령 감사장 수상(근로청소년 지원)하였다.
- 1984년 5월 28일 서울사무소(왕십리 소재)를 설치하였으며, 이해 9월 28일 '태창메리야쓰'를 상표등록하였고, 이해 10월 19일 대통령새마을훈장 근면장 수상하였다.
- 1986년 11월 1일 아동복 사업부를 설치하고, 이해 신제품 '빅맨'을 개발하였다.
- 1987년 1월 1일 주식회사 태창(泰昌)으로 상호 변경하였다.
- 1987년 6월 28일 서울 사무소(대방동 소재)설치하고,
- 1987년 12월 15일 미국 캘빈클라인과 기술도입 계약
- 1989년 4월 1일 캘빈클라인 사업부를 설치하였다.
- 1990년 1월 16일 증권거래소에 주식을 상장(총 자본금 60억원)하였고, 미국 캘빈클라인과 라이센스 계약을 체결하였다.
- 1995년 5월 (주)태창 김윤재(金允在) 대표이사 사장을 태창그룹 부회장으로 승진하고, 이기전 회장의 2남 이주영(李柱泳) 총괄전무를 (주)태창 대표이사 사장으로 승진 발령하였다.[1]
- 1996년 금강산 샘물 협력사업자로 승인을 받고 '안나 몰리나리(Anna Molinari)'브랜드와 기술 도입 계약을 체결하였다.
- 1998년 IMF 여파로 경영이 힘들어져 이해 5월 5일 최종 부도처리됐다. 이때 태창은 5월 2일 제일은행 여의도중부지점에 돌아온 259억원 등 261억원을 막지 못해 부도가 났다. 태창은 부도 직전인 4월 30일 전주지방법원에 화의를 신청했다. 태창의 부채는 미상환회사채 265억원을 포함해 1월말 1078억원이다.[2]
- 2000년 7월 '금강산샘물'을 출시하였다.
- 2005년 언더웨어 사업부를 이랜드월드에 영업양도하였고,
- 2006년 1월 키슨스(주)를 흡수합병하였다.
- 2006년 5월 금강수를 출시하였으며
- 2007년 1월 (주)일경으로 상호를 변경하고 4월에 패션 사업부문의 '안나 몰리나리' 브랜드 관련 부문을 (주)LG패션에 양도하였다.
- 2008년 4월 (주)쇼테크를 흡수합병하고 중국 유가영시와 합작법인을 설립하였으며, 9월에 (주)마이디지털을 흡수합병하였다.
- 2010년 11월 케이비물산(주)[Korea Best Produce Corp.]으로 상호가 변경되어 김상현이 대표이사로 있었지만 2012년 파산했다.

## 같이 보기
- 이기전, 前 태창그룹 회장